# ستيفاني ياكوبسن
ستيفاني ياكوبسن (بالإنجليزية: Stephanie Jacobsen)‏ هي ممثلة أسترالية، ولدت في 22 يونيو 1980 بهونغ كونغ في الصين.

## أعمال

### مسلسلات
- الانتقام
- سجلات سارة كونر
- رجلان ونصف
- هاواي فايف أو

## وصلات خارجية
- ستيفاني ياكوبسن على موقع IMDb (الإنجليزية)
- ستيفاني ياكوبسن على موقع روتن توميتوز (الإنجليزية)
- ستيفاني ياكوبسن على موقع ألو سيني (الفرنسية)
- ستيفاني ياكوبسن على موقع ألو سيني (الفرنسية)
- ستيفاني ياكوبسن على موقع أول موفي (الإنجليزية)
- ستيفاني ياكوبسن على موقع قاعدة بيانات الفيلم (الإنجليزية)
- ستيفاني ياكوبسن على موقع كينوبويسك (الروسية)